# 奥斯蒂利亚
奥斯蒂利亚（義大利語：Ostiglia）是意大利伦巴第大区曼托瓦省的一个市镇。面积约40平方公里，2010年人口数量为7,222人。